# Kliniken des Bezirks Oberbayern
Seit Anfang 2007 arbeiten die Kliniken des Bezirks Oberbayern (kbo) unter dem Dach eines Kommunalunternehmens zusammen. kbo dient der stationären, teilstationären und ambulanten Versorgung in den Bereichen Psychiatrie, Kinder- und Jugendpsychiatrie, Psychotherapie und Psychosomatik sowie Neurologie, Sozialpädiatrie und Neuropädiatrie im Bezirk Oberbayern. 

## Struktur
Zum Verbund kbo gehören die gemeinnützigen GmbHs kbo-Inn-Salzach-Klinikum, kbo-Isar-Amper-Klinikum, kbo-Kinderzentrum München, kbo-Heckscher-Klinikum, kbo-Lech-Mangfall-Kliniken und kbo-Sozialpsychiatrisches Zentrum und die kbo-Service GmbH. 2011 ging der kbo-Ambulante Psychiatrische Pflegedienst in Betrieb, eine Tochtergesellschaft des kbo-Sozialpsychiatrischen Zentrums. Die kbo-Gesellschaft für Ergänzende Versorgungsangebote gGmbH wurde als gemeinsame Tochtergesellschaft der fünf kbo-Kliniken Ende 2020 gegründet. Das kbo-Medizinische Versorgungszentrum Bad Tölz, eine Tochtergesellschaft der kbo-Gesellschaft für Ergänzende Versorgungsangebote gGmbH, nahm 2019 seinen Betrieb auf.
BIDAQ unterstützt als Institut für Qualitätssicherung und Versorgungsforschung psychiatrische Kliniken, Ambulanzen und deren Versorgungspartner bei der Sicherung und Weiterentwicklung der Qualität in der Versorgung und ist organisatorisch bei kbo verankert. Darüber hinaus ist das kbo-Kommunalunternehmen Mitgesellschafter der Autismuskompetenzzentrum Oberbayern gemeinnützigen GmbH und zu 51 % Anteilseigner der IT des Bezirks Oberbayern GmbH (49 % der Gesellschaftsanteile hält die Bezirksverwaltung des Bezirks Oberbayern).
Organe des kbo-Kommunalunternehmens sind der Vorstandsvorsitzende Franz Podechtl, Vorstand Margitta Borrmann-Hassenbach und der Verwaltungsrat unter Vorsitz von Bezirkstagspräsident Thomas Schwarzenberger. Sitz des kbo-Kommunalunternehmens ist die Landeshauptstadt München.